# Cometes apicalis
Cometes apicalis là một loài bọ cánh cứng trong họ Cerambycidae.